# Marek Popów
Marek Popów (ur. 1964) – polski gitarzysta, kompozytor, sideman, samouk.

## Życiorys
Założyciel i lider zespołu Guru. Wyróżniony w ankiecie czasopisma Gitara i Bas jako obiecujący gitarzysta młodego pokolenia.
Laureat Fryderyka 2010 za Album Roku w kategorii Blues: „Carlos Johnson & Joint Venture with special guest Wojciech Karolak - Live in Poland” (jako jeden z członków zespołu).
Zaproszony do wspólnego koncertu ze światowej sławy gitarzystą, gwiazdą festiwalu Woodstock ’69 Alvinem Lee.
Uczestniczył w warsztatach gitarowych prowadzonych przez amerykańska gwiazdę muzyki country Steve’a Warinera, laureata prestiżowej nagrody Grammy.
Brał udział w wielu sesjach nagraniowych. Współpracował z wieloma wykonawcami i zespołami, m.in. z Alvinem Lee, Crashem, z Grażyną Łobaszewską, Alex Bandem, z Aleksandrem Mrożkiem, zespołem Rotary, z Grzegorzem Markowskim (Perfect), Recydywą Blues Band, Januszem Radk, Mietkiem Jureckim, Wojciechem Sewerynem, Homeless Coyotes, z Romanem „Pazurem” Wojciechowskim, Fiolką Najdenowicz, Leszkiem Biolikiem, Marcinem Rozynkiem, Martyną Jakubowicz, Carlosem Johnsonem, Wojciechem Karolakiem czy z Anią Wyszkoni. 
Uhonorowany statuetką za udział w nagraniu gitarowej Płyty Roku 1999 – „12 Sprawiedliwych” Mietka Jureckiego (Gitarowy Top’99).
Został też zaproszony do współpracy z Martyną Jakubowicz, by pomóc jej w realizacji nowego projektu. Efektem tego spotkania było nagranie płyty „Te 30 urodziny”.
Uczestniczył w trasie koncertowej z zespołem Joint Venture, który towarzyszył znakomitemu bluesmanowi z Chicago, Carlosowi Johnsonowi, w składzie:
- Carlos Johnson – guit., voc.,
- Wojciech Karolak (gościnnie) – Hammond,
- Andrzej Ryszka – dr.,
- Włodek Krakus (lider) – bg.,
- Marek Popów – guit.

Jeden z koncertów formacji zarejestrowano i wydano na DVD „Carlos Johnson & Joint Venture with special guest Wojciech Karolak - Live in Poland”. W 2010 roku krążek otrzymał nominację do prestiżowej nagrody przyznawanej przez branżę muzyczną w kategorii „Album Roku Blues” i zwyciężył.
Obecnie współpracuje z Teatrem Muzycznym „Capitol” we Wrocławiu oraz z własnymi projektami.
Wystąpił także przed wrocławskim koncertem Joe Cockera.

## Dyskografia
- 1992: Live – Freak Weber and Friends
- 1994: Guru – Guru
- 1995: Nie bój się latania – Joanna Dark
- 1998: 12 sprawiedliwych – Mieczysław Jurecki
- 1998: DNA – Jutro
- 1999: Przyjaciele – LO 27
- 2001: Wiatr – Monika Sewilo i Nietykalni
- 2003: Cisza – Klatu
- 2004: Następny będziesz Ty – Marcin Rozynek
- 2004: Moja obsesja – OFFSIDE
- 2005: Reedycja – Monika Brodka
- 2005: Te 30 urodziny – Martyna Jakubowicz
- 2010: Live in Poland – Carlos Johnson i Joint Venture